# Goba
Goba é uma cidade da Etiópia localizada na zona de Bale, região de Oromia, a aproximadamente 446 km de Adis Abeba.